# Li Zhenzhu
Li Zhenzhu, född 13 december 1985, är en friidrottare från Kina. Hon deltog vid olympiska sommarspelen 2008 och olympiska sommarspelen 2012.